# Dasythrix leucophaea
Dasythrix leucophaea is een vliegensoort uit de familie van de roofvliegen (Asilidae). De wetenschappelijke naam van de soort is voor het eerst geldig gepubliceerd in 1880 door Lynch Arribálzaga.